# 迪普里弗鎮區 (密歇根州)
迪普里弗鎮區（英語：Deep River Township）是位於美國密歇根州阿勒納克縣的一個行政鎮區。

## 地方資料
迪普里弗鎮區的面積為92.00平方千米，當中陸地面積為91.40平方千米，而水域面積為0.60平方千米。根據2020年美國人口普查的數據，當地共有人口2050人，而人口密度為每平方千米22.28人。